# Maguviopseidae
Maguviopseidae (лат.) — семейство вымерших насекомых надсемейства Prosboloidea из подотряда цикадовых отряда полужесткокрылых. Древнейшие находки происходят из триаса Азии. 

## Описание
Длина сохранившихся надкрыльев от 3,5 до 11 мм. Тегмен от удлиненного до широкого (иногда причудливой формы), сильно склеротизованный и обычно равномерно скульптированный (бороздчатый, ячеистый). Прекостальные и гипокостальные кили узкие, заметно отклонены. Костальный край от прямого до извилистого около основания (там же сужено костальное поле). Основание жилки Sc параллельно R + M; dSc обычно отчетливая.

## Классификация
Включает 11 вымерших родов. Семейство вместе с десятью новыми для науки видами и родами было впервые описано по отпечаткам в 2000 году российским палеоэнтомологом Дмитрием Щербаковым (Палеонтологический институт РАН, Москва, Россия). Среди сестринских таксонов: † Dysmorphoptilidae
- Asiocula Shcherbakov, 2011
- Cuanoma Shcherbakov, 2011
- Falcarta Shcherbakov, 2011
- Fasolinka Shcherbakov, 2011
- Krendelia Shcherbakov, 2011
- Maguviopsis Becker-Migdisova, 1953
- Nevicia Shcherbakov, 2011
- Nonescyta Shcherbakov, 2011
- Phyllotexta Shcherbakov, 2011
- Sacvoyagea Shcherbakov, 2011
- Sitechka Shcherbakov, 2011